# ロールス・ロイス タイン

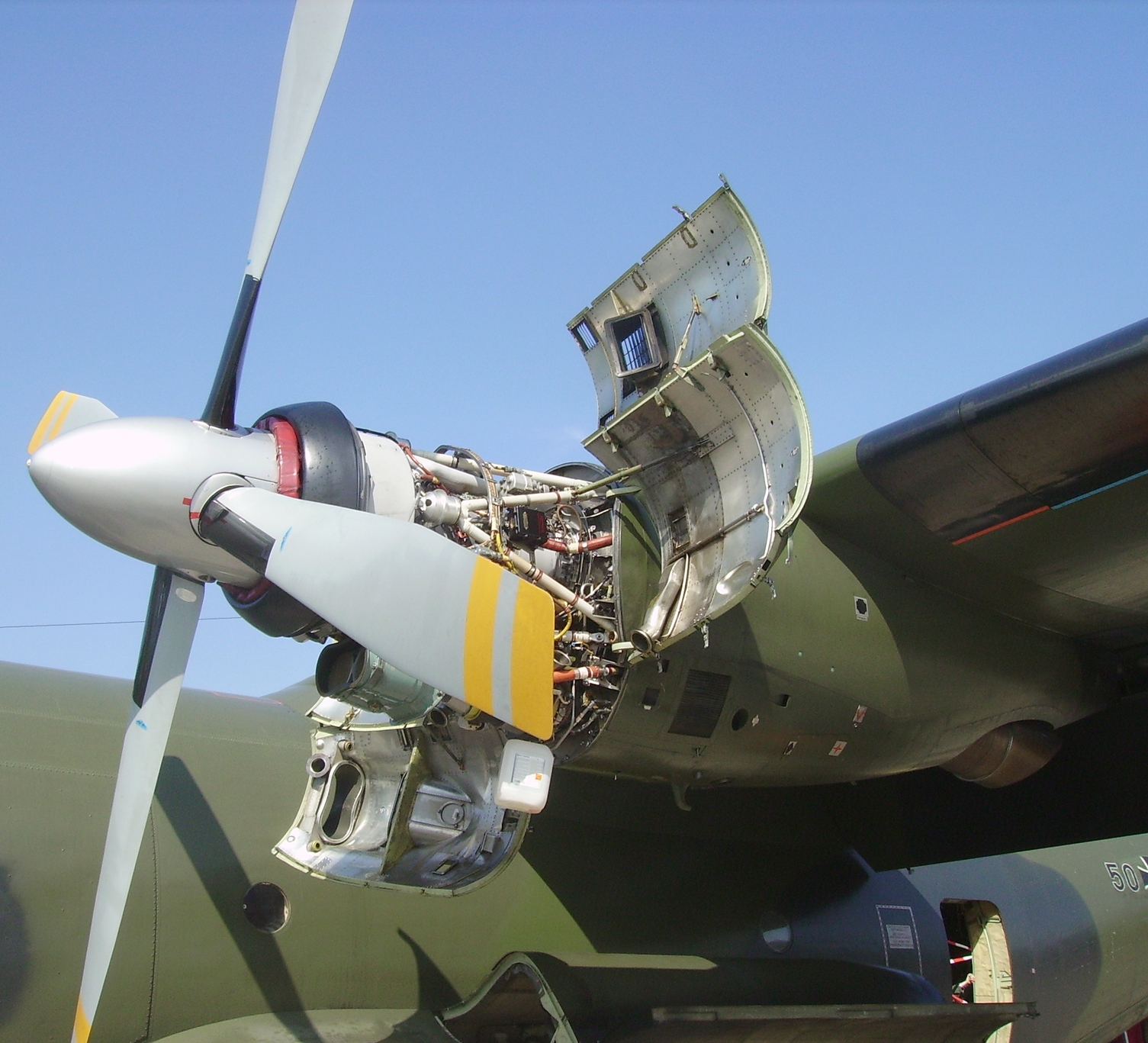
ドイツ空軍のトランザール C-160に搭載されているロールス・ロイス タイン

RB.109 タインは、1950年代中期から後期にかけてロールス・ロイスにより開発された2軸式ターボプロップエンジン。
1955年4月に初運転され、第一回のテスト飛行は1956年にアブロ リンカーンの機首を改造して行われた。
「タイン」はガスタービンエンジンをイングランドの河川から名付けるロールス・ロイスの伝統に従いタイン川に由来するものである。

## 設計と開発
タインはビッカース ヴァンガード向けに設計され、試作機は1959年1月20日に4発で初飛行した。初期のタイン Mk.506 は4,985eshpを発揮した。1959年中期から量産が開始され、英国欧州航空とトランス・カナダ航空向けの43機のヴァンガードに搭載された。
後にタインは出力を増し、ブレゲー アトランティック、カナディア CL-44、C-160 トランザールにも採用された。
タインの単段高圧タービンは9段の高圧圧縮機を駆動し、3段の低圧タービンは6段の低圧圧縮機を駆動し減速機を通してプロペラを駆動する。燃焼室はカニュラ型である。
タイン Mk.515 は気温16.8度の国際標準大気で5,730 shpの出力を持っていた。

## 派生型
RTy.1 Mk 506
出力3,259kW ビッカース ヴァンガード Type 951 と ビッカース マーチャントマン に搭載。238基生産。
RTy.11 Mk 512
出力3,776kW ビッカース ヴァンガード Type 952 に搭載。
RTy.12 Mk 515
出力3,442kW カナディア 400 と カナディア CL-44 に搭載。227基生産。
RTy.12 Mk 515-101W
出力4,026kW ショート ベルファストに搭載。
RTy.20 Mk 21
出力4,226kW ブレゲ アトランティック と アトランティック ATL2 に搭載。
RTy.20 Mk 22
4,226kW C-160 トランザール に搭載。
RTy.20 Mk 801
3,624kW アエリタリア G.222 に搭載。
RTy.20 Mk 45
4,500kW C-160 トランザール と アトランティック ATL2 に搭載。

## 採用機

### 航空機

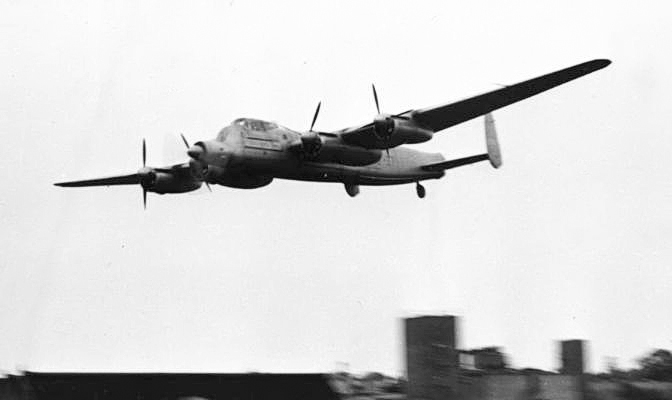
1956年ファーンボロにて、4基のマーリンエンジンを停止させ機首のタインのみで飛行デモンストレーション中のアブロ・リンカーン

- アエリタリア G.222
- ビッカース ヴァンガード
- カナディア CL-44（英語版）
- ショート ベルファスト
- C-160 トランザール
- ブレゲ アトランティック

### 艦船
海洋型はタインRM1A、RM1C、RM3Cとして運用されている。
- ロールス・ロイス オリンパスとのCOGOG構成
  -  イギリス海軍
    - 21型フリゲート
    - 22型フリゲート（バッチ1、ブレイブを除くバッチ2）
    - 42型駆逐艦

  -  海上自衛隊
    - はつゆき型護衛艦

  -  オランダ海軍
    - GW級フリゲート (誘導ミサイル級 - トロンプ級フリゲート)
    - S級フリゲート (標準 - コルテノール級フリゲート)
    - L級フリゲート (防空級 - ヤコブ・ファン・ヘームスケルク級フリゲート)

  -  ギリシャ海軍
    - エリ級フリゲート

  -  アルゼンチン海軍
    - アルミランテ・ブラウン級駆逐艦

## 一般公開されているタイン
イギリス空軍博物館コスフォード館に展示されている。

## 諸元 (Tyne RTy.21)
一般的特性
- 形式: 2軸ターボプロップ
- 全長: 108.66 in (2760 mm)
- 直径: 55.12 in (1400 mm)
- 乾燥重量: 2,489 lb (1,129 kg)

構成要素
- 圧縮機: 軸流式圧縮機 低圧6段 高圧9段
- 燃焼器: 10缶カニュラー式燃焼機
- タービン: 低圧3段、高圧1段
- 使用燃料: ジェット燃料

性能
- 出力: 6,100 ehp
- 全圧縮比（英語版）: 13.86:1
- 空気流量: 46.6 lb/sec (21.1 kg/sec)
- 燃料消費率: 0.4715 lb/hp/hr (0.29 kg/kW/hr)
- 出力重量比: